# 이억장군 정려
이억장군 정려(李檍將軍 旌閭)는 대한민국 충청남도 예산군 봉산면 금치리에 있는 조선시대의 정려이며, 1986년 11월 19일 충청남도의 문화재자료 제282호로 지정되었다.

## 개요
남한산성 패전 후 자살한 증병조참의 신암 이억 장군을 기리기 위해서 세운 정려각이다.
건물은 앞면·옆면 모두 1칸 규모로 지붕은 옆면에서 볼 때 사람 인(人)자 모양인 맞배지붕이다. 정려각 4면에는 화살 모양의 나무(홍살)를 돌려 놓았다.

## 같이 보기
- 이억

## 참고 문헌
- 이억장군 정려 - 국가유산청 국가유산포털